# Ołena Biłosiuk
Ołena Mychajliwna Biłosiuk z domu Pidhruszna (ukr. Олена Михайлівна Білосюк (Підгрушна), ur. 9 stycznia 1987 w Legnicy) – ukraińska biathlonistka, złota medalistka olimpijska, wielokrotna medalistka mistrzostw świata i Europy.

## Kariera
Urodziła się w Legnicy, w szpitalu przeznaczonym dla stacjonujących w Polsce żołnierzy radzieckich i ich rodzin. Po raz pierwszy na arenie międzynarodowej pojawiła się w 2005 roku, startując na olimpijskim festiwalu młodzieży Europy w Monthey. Zdobyła tam brązowe medale w sprincie i sztafecie. W tym samym roku wystąpiła na mistrzostwach świata juniorów w Kontiolahti, zajmując między innymi dwunaste miejsce w biegu indywidualnym i siódme w sztafecie. Podczas mistrzostw świata juniorów w Presque Isle rok później wywalczyła brązowy medal w biegu indywidualnym.
Po raz pierwszy w zawodach Pucharu Świata wystąpiła 2 marca 2007 roku w Lahti, gdzie zajęła 44. miejsce w sprincie. Pierwsze punkty zdobyła 4 grudnia 2008 roku w Östersund, zajmując 27. miejsce w biegu indywidualnym. Na podium zawodów tego cyklu pierwszy raz stanęła 1 grudnia 2012 roku w tej samej miejscowości, zajmując drugie miejsce w sprincie. W zawodach tych rozdzieliła Norweżkę Torę Berger i Rosjankę Olgę Wiłuchiną. W kolejnych startach jeszcze siedem razy stawała na podium, odnosząc dwa zwycięstwa: 9 lutego 2013 roku w Novym Měscie i 5 lutego 2016 roku wygrywała sprinty. Najlepsze wyniki osiągnęła w sezonie 2015/2016, kiedy zajęła siódme miejsce w klasyfikacji generalnej.
Na mistrzostwach świata w Novym Měscie w 2013 roku zdobyła trzy medale. Najpierw zwyciężyła w sprincie, wyprzedzając Torę Berger i swą rodaczkę - Witę Semerenko. Została jednocześnie pierwszą w historii Ukrainką, która została mistrzynią świata w tej konkurencji. Następnie była trzecia w biegu pościgowym, za Berger i Polką Krystyną Pałką. Ponadto razem z koleżankami z reprezentacji zajęła drugie miejsce w sztafecie. Wynik ten Ukrainki powtórzyły podczas mistrzostw świata w Hochfilzen w 2017 roku. Ponadto zdobyła brązowy medal w sztafecie na mistrzostwach świata w Östersund w 2019 roku. Na tej samej imprezie była blisko kolejnego medalu, zajmując czwarte miejsce w sprincie. Walkę o podium przegrała z Czeszką Lucie Charvátovą o 4,3 sekundy. Kolejny brązowy medal w sztafecie zdobyła podczas mistrzostw świata w Pokljuce w 2021 roku.
W 2010 roku wystąpiła na igrzyskach olimpijskich w Vancouver, zajmując między innymi dwunaste miejsce w biegu masowym i szóste w sztafecie. Brała też udział w igrzyskach olimpijskich w Soczi cztery lata później, gdzie razem z Witą Semerenko, Juliją Dżimą i Wałentyną Semerenko zwyciężyła w sztafecie. Był to pierwszy w historii medal olimpijski dla Ukrainy w tej konkurencji. Zajęła tam ponadto siódme miejsce w biegu masowym, ósme w biegu indywidualnym, 26. miejsce w sprincie i 22. w biegu pościgowym.
26 marca 2014 została mianowana wiceministrem sportu w Rządzie Arsenija Jaceniuka.

## Osiągnięcia

### Igrzyska olimpijskie
| Rok  | Miejscowość | Konkurencje | Konkurencje | Konkurencje | Konkurencje | Konkurencje | Konkurencje | Konkurencje |
| Rok  | Miejscowość | IN          | SP          | PU          | MS          | RL          | MR          | SR          |
| ---- | ----------- | ----------- | ----------- | ----------- | ----------- | ----------- | ----------- | ----------- |
| 2010 | Vancouver   | 32.         | 17.         | 20.         | 11.         | 6.          | nd.         | nd.         |
| 2014 | Soczi       | 8.          | 26.         | 21.         | 7.          | 1.          | –           | nd.         |
| 2018 | Pjongczang  | –           | –           | –           | –           | –           | –           | nd.         |
| 2022 | Pekin       | –           | –           | –           | –           | 7.          | –           | nd.         |

### Mistrzostwa świata
| Rok  | Miejscowość          | Konkurencje | Konkurencje | Konkurencje | Konkurencje | Konkurencje | Konkurencje | Konkurencje |
| Rok  | Miejscowość          | IN          | SP          | PU          | MS          | RL          | MR          | SR          |
| ---- | -------------------- | ----------- | ----------- | ----------- | ----------- | ----------- | ----------- | ----------- |
| 2009 | Pjongczang           | 16.         | –           | –           | –           | DNF         | –           | nd.         |
| 2011 | Chanty-Mansyjsk      | 34.         | 31.         | 19.         | 24.         | DSQ         | –           | nd.         |
| 2012 | Ruhpolding           | 14.         | –           | –           | –           | –           | 6.          | nd.         |
| 2013 | Nové Město na Moravě | 11.         | 1.          | 3.          | 11.         | 2.          | –           | nd.         |
| 2016 | Oslo                 | dnf.        | 16.         | 5.          | 18.         | 5.          | 4.          | nd.         |
| 2017 | Hochfilzen           | 10.         | 34.         | DNS         | –           | 2.          | 5.          | nd.         |
| 2020 | Rasen-Antholz        | –           | 4.          | 13.         | 24.         | 3.          | –           | –           |
| 2021 | Pokljuka             | 43.         | 11.         | 7.          | 12.         | 3.          | 4.          | –           |
| 2023 | Oberhof              | –           | 43.         | 48.         | –           | 14.         | –           | –           |

### Mistrzostwa świata juniorów
| Rok  | Miejscowość  | Konkurencje | Konkurencje | Konkurencje | Konkurencje | Konkurencje | Konkurencje | Konkurencje |
| Rok  | Miejscowość  | IN          | SP          | PU          | MS          | RL          | MR          | SR          |
| ---- | ------------ | ----------- | ----------- | ----------- | ----------- | ----------- | ----------- | ----------- |
| 2005 | Kontiolahti  | 12.         | 24.         | 32.         | nd.         | 7.          | nd.         | nd.         |
| 2006 | Presque Isle | 3.          | 17.         | 12.         | nd.         | 7.          | nd.         | nd.         |
| 2007 | Martell      | 26.         | 6.          | 12.         | nd.         | 10.         | nd.         | nd.         |
| 2008 | Ruhpolding   | 15.         | 34.         | 31.         | nd.         | 6.          | nd.         | nd.         |

### Mistrzostwa Europy
| Rok  | Miejscowość          | Konkurencje | Konkurencje | Konkurencje | Konkurencje | Konkurencje | Konkurencje | Konkurencje |
| Rok  | Miejscowość          | IN          | SP          | PU          | MS          | RL          | MR          | SR          |
| ---- | -------------------- | ----------- | ----------- | ----------- | ----------- | ----------- | ----------- | ----------- |
| 2006 | Langdorf             | 18.         | 31.         | DNF         | nd.         | 4.          | nd.         | nd.         |
| 2007 | Bansko               | 5.          | 4.          | 5.          | nd.         | 2.          | nd.         | nd.         |
| 2008 | Nové Město na Moravě | 7.          | 4.          | 11.         | nd.         | 4.          | nd.         | nd.         |
| 2009 | Ufa                  | 9.          | –           | –           | –           | 1.          | –           | nd.         |

### Puchar Świata

#### Miejsca w klasyfikacji generalnej
| Sezon     | Miejsce |
| --------- | ------- |
| 2006/2007 | -       |
| 2008/2009 | 52.     |
| 2009/2010 | 29.     |
| 2010/2011 | 26.     |
| 2011/2012 | 32.     |
| 2012/2013 | 8.      |
| 2013/2014 | 28.     |
| 2015/2016 | 7.      |
| 2016/2017 | 33.     |
| 2017/2018 | 52.     |
| 2018/2019 | 43.     |
| 2019/2020 | 25.     |
| 2020/2021 | 39.     |
| 2021/2022 | 46.     |
| 2022/2023 | 59.     |

#### Miejsca na podium zawodów PŚ
| Lp. | Dzień       | Rok  | Miejscowość          | Konkurencja                | Lokata | Pudła   | Czas biegu | Strata | Zwycięzca          |
| --- | ----------- | ---- | -------------------- | -------------------------- | ------ | ------- | ---------- | ------ | ------------------ |
| 1.  | 1 grudnia   | 2012 | Östersund            | Sprint na 7,5 km           | 2.     | 0+1     | 21:50,9    | + 16,9 | Tora Berger        |
| 2.  | 19 stycznia | 2013 | Anterselva           | Bieg pościgowy na 10 km    | 2.     | 0+0+0+1 | 31:40,7    | + 18,9 | Tora Berger        |
| 3.  | 9 lutego    | 2013 | Nové Město na Moravě | Sprint na 7,5 km           | 1.     | 0+0     | 21:02,1    | –      | –                  |
| 4.  | 10 lutego   | 2013 | Nové Město na Moravě | Bieg pościgowy na 10 km    | 3.     | 0+0+2+0 | 29:09,9    | + 21,5 | Tora Berger        |
| 5.  | 3 stycznia  | 2014 | Oberhof              | Sprint na 7,5 km           | 3.     | 0+0     | 23:43,1    | + 36,4 | Darja Domraczawa   |
| 6.  | 3 grudnia   | 2015 | Östersund            | Bieg indywidualny na 15 km | 3.     | 0+0+0+0 | 42:54,8    | + 37,8 | Dorothea Wierer    |
| 7.  | 5 grudnia   | 2015 | Östersund            | Sprint na 7,5 km           | 3.     | 0+1     | 20:24,6    | + 38,4 | Gabriela Soukalová |
| 8.  | 5 lutego    | 2016 | Canmore              | Sprint na 7,5 km           | 1.     | 0+0     | 19:56,9    | –      | –                  |